# Joseph-Édouard Perrault
Pour les articles homonymes, voir Perrault.
Joseph-Édouard Perrault, né le 30 juillet 1874 à La Malbaie et mort le 13 juin 1948 à Montréal, est un homme politique du Québec qui a été à la tête de différents ministères sous les gouvernements québécois de Lomer Gouin et de Louis-Alexandre Taschereau.

## Biographie

### Les débuts
Joseph-Édouard Perrault est né à La Malbaie le 30 juillet 1874. Il est le fils de Joseph-Stanislas Perrault et de Louisa Brault et est le neveu du journaliste Joseph-Israël Tarte. Son père a été député conservateur de Charlevoix à la Chambre des communes du Canada de 1879 à 1881.
Perrault suit les traces de son père. Il étudie le droit au Collège de Sainte-Anne-de-La Pocatière, au séminaire de Québec et à l'université Laval et est admis au Barreau du Québec en 1898. Il fait un stage au bureau d'avocats de Louis-Alexandre Taschereau et devient un ami intime du futur premier ministre. Il est d'ailleurs son parent éloigné et sert la messe lors de son mariage.
En 1898, il emménage à Arthabaska où il pratique le droit de 1898 à 1904. Il est procureur de la Couronne pour le district d'Arthabaska de 1906 à 1916 et sera bâtonnier du Barreau d'Arthabaska de 1909 à 1911 et de 1921 à 1922. Il est bâtonnier du Québec de 1921 à 1922. Au cours de ces années, il est membre du comité de direction de plusieurs compagnies telles le Trust général du Canada, la Noranda Mines, la Noranda Copper and Brass, la Pamour Porcupine Gold, la Quebec Airways et le Ritz-Carlton. En 1930, il sera directeur général de la Mutual Life Insurance.
De 1906 à 1916, il exerce également la présidence de la commission scolaire d'Arthabaska.

### La politique
Perrault fait d'abord de la politique municipale en exerçant la fonction d'échevin de la ville d'Arthabaska de 1907 à 1916. À l'automne 1910, il est candidat libéral à l'élection partielle fédérale de Drummond-Arthabaska. Le contexte est cependant difficile : le premier ministre Wilfrid Laurier vient de faire adopter une loi autorisant la construction d'une dizaine de navires de guerre en vue de les donner à la Grande-Bretagne. Cette politique est mal vue des Québécois autonomistes de l'époque, tels Henri Bourassa et Armand Lavergne. Ceux-ci s'allient aux conservateurs et réussissent à faire battre Perrault à l'élection du 2 novembre.
Perrault décide alors de se lancer en politique provinciale et remporte le district d'Arthabaska à l'élection générale de 1916. Trois ans plus tard, il est réélu député dans le même comté et le premier ministre Lomer Gouin décide de le faire entrer dans son cabinet en le nommant ministre de la Colonisation, des Mines et des Pêcheries. Lorsque Taschereau devient à son tour premier ministre en 1920, il le confirme à ce poste.

### Le ministre
Au cours de son mandat, le développement de l'Abitibi devient une de ses priorités. Il encourage la colonisation et incite les compagnies minières à s'y installer. Il institue également un programme de colonisation visant à faire revenir au Québec les Canadiens-français qui se sont installés en Nouvelle-Angleterre au cours des dernières décennies. Comme le gouvernement fédéral refuse de subventionner une partie de ce dernier programme, il sera en bonne partie un échec.
En 1921, il fait également adopter une loi séparant clairement les terres devant servir à la colonisation et celles vouées à l'industrie forestière. Il décide aussi de reconnaître les sociétés privées de colonisation.
En 1923, Perrault est élu à la fois dans le district d'Arthabaska et dans le nouveau comté d'Abitibi. Il cède celui-ci à Hector Authier. Par la suite, il est réélu aux élections de 1927, 1931 et 1935.

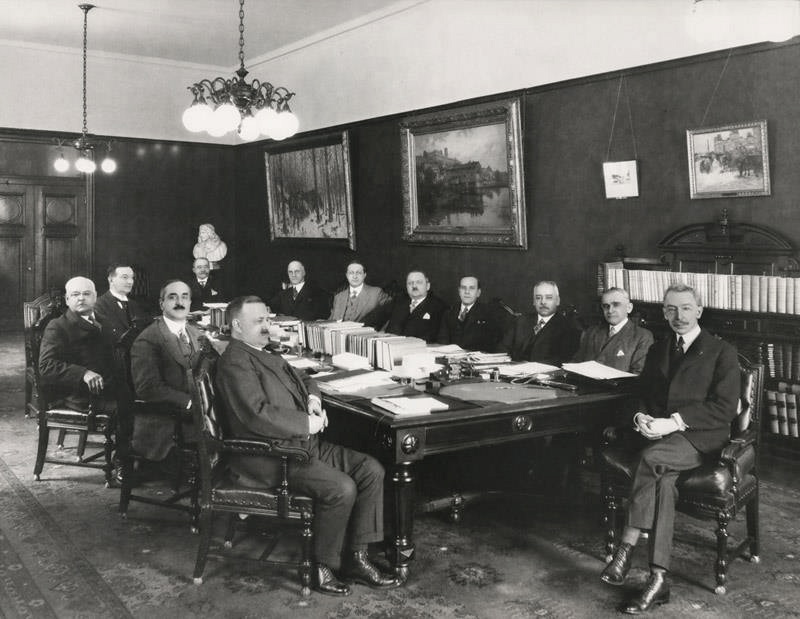
Le cabinet Taschereau vers 1929, dont Perrault est membre.

En 1929, Taschereau procède à un remaniement ministériel et Perrault devient ministre de la Voirie. Les difficultés économiques de l'époque font qu'il préfère s'en tenir à une politique de gestion mais, en 1935, il entreprend tout de même les premières démarches pour faire construire la route devant relier Mont-Laurier à Senneterre.
En décembre 1935, il reprend le poste de ministre de la Colonisation, son prédécesseur Irénée Vautrin ayant perdu dans son comté lors de la dernière élection. Taschereau songe alors à prendre sa retraite et voudrait le voir lui succéder. Lors d'un nouveau remaniement, en mars 1936, il lui cède le poste de procureur général que lui-même détenait depuis qu'il était devenu premier ministre.
Le Parti libéral est cependant alors en pleine déconfiture, Duplessis mettant au jour une série de scandales qui l'entache profondément. Perrault n'y est pas impliqué mais préfère tout de même se retirer afin de laisser sa place à quelqu'un de plus jeune. Le 11 juin 1936, le même jour où Taschereau démissionne, il annonce son départ de la vie politique.

### Fin de carrière
En 1940, Perrault va pratiquer le droit à Montréal. La même année, le premier ministre Adélard Godbout le nomme à la Commission internationale conjointe des eaux limitrophes dont il devient le président en 1947.
Il meurt le 13 juin 1948 à l'âge de 73 ans, un mois avant son 74e anniversaire et est inhumé à Arthabaska. Il avait été nommé chevalier de la Légion d'honneur de France en 1926.

## Toponymie
Le pont Perrault est un pont couvert situé Notre-Dame-des-Pins et construit en 1929. Il porte le nom du ministre, alors en fonction, et qui a assumé les coûts de reconstruction du pont.
L'Édifice Joseph-Édouard-Perrault à Victoriaville a été nommée en son honneur.

## Source
- Bernard Vigod, Taschereau, Septentrion, 1996.